# Molenbeek (Sittard)
De Molenbeek is een beek in Sittard in de Nederlandse provincie Limburg. Het is in feite een in de 14e eeuw gegraven aftakking van de Geleenbeek. De Molenbeek heeft een lengte van ongeveer vier kilometer.
De beek is zo genoemd vanwege het feit dat ze oorspronkelijk de waterkracht leverde voor vier watermolens. De Molen van Damoiseaux (Loosemolen) bij de Paradijsstraat en de Sittardermolen aan de Molenbeekstraat zijn verloren gegaan, van de Molen van Hochstenbach aan de Paardestaart is alleen het gebouw bewaard gebleven. De Stadbroekermolen is nog maalvaardig.
De Molenbeek splitst zich ten noorden van de Ophovenermolen in de wijk Ophoven van de Geleenbeek/Keutelbeek. 100 meter na deze splitsing is er een overstort, waardoor overtollig water uit de Molenbeek terug naar de Keutelbeek kan. De beek loopt door het stadspark noordwaarts richting de binnenstad. Hier lag vanaf de 16e eeuw de Loosemolen (Molen van Damoiseaux) om laken te vollen. Daarna heeft deze molen dienstgedaan als oliemolen, graanmolen en eikenschorsmolen. Op 14 februari 1862 brandde de molen af. Twee jaar later was de molen hersteld en hij heeft tot 1957 gedraaid. In 1972 is de molen vervolgens gesloopt. Vanaf het Tempelplein verdwijnt de beek onder de grond en is binnen de stadswallen geheel overkluisd. Dit werd gedaan omdat in de beek in vroegere tijden rioolwater direct werd geloosd, wat voor stankoverlast zorgde. Ondergronds loopt de beek langs de Gruizenstraat en kruist de Molenbeekstraat. Vervolgens loopt de beek aan de westkant van de Markt, maakt een haakse bocht en loopt langs de noordkant van de markt en maakt wederom een haakse bocht naar de Paardestraat. De beek komt onder Paardestraat nummer 38 weer bovengronds. Op Paardestraat 40 stond de Molen van Hochstenbach, waarvan het gebouw bewaard is gebleven. Van Tudderenderweg 2a tot achter het huis Tudderenderweg 28 is de beek wederom overkluisd. Vervolgens loopt de beek verder door de wijk Stadbroek langs de Oudeweg. Omdat de waterkwaliteit tegenwoordig veel beter is, is de overkluizing hier aan het begin van de 21e eeuw verwijderd en vormt het nu een belangrijk onderdeel in de vormgeving van de nieuwe woonbuurt Molenbeek. Vanaf de Stadbroekermolen stroomt de beek in westelijke richting terug naar de Geleenbeek, waar deze ter hoogte van de Schwienswei weer in uitmondt.

## Waterschappen
Het gebied van de Geleenbeek en de Molenbeek was in de 20e eeuw in het beheer van waterschap Geleen- en Molenbeek die naar deze beken is vernoemd. Later is dit waterschap opgegaan in waterschap Geleen- en Vlootbeek en weer later in waterschap Roer en Overmaas.